# 10821 Kimuratakeshi
10821 Kimuratakeshi è un asteroide della fascia principale. Scoperto nel 1993, presenta un'orbita caratterizzata da un semiasse maggiore pari a 2,2699590 UA e da un'eccentricità di 0,1555703, inclinata di 3,09129° rispetto all'eclittica.